# Embalse de Kaunas
El Embalse de Kaunas (en lituano: Kauno marios) es el embalse y el lago artificial más grande de Lituania, creado en 1959 para crear una presa en el río Niemen cerca de Kaunas y Rumšiškės. Ocupa 63,5 kilómetros cuadrados, que es alrededor del 0.1% del total del territorio de Lituania. El embalse soporta las operaciones de la Planta de Energía Hidroeléctrica de Kaunas. Sus aguas cubren el valle del río Niemen en la confluencia con  el río Strėva hasta la presa, a una distancia de unos 25 kilómetros. El ancho máximo del embalse es de 3.3 kilómetros, y su mayor profundidad es de 22 metros.

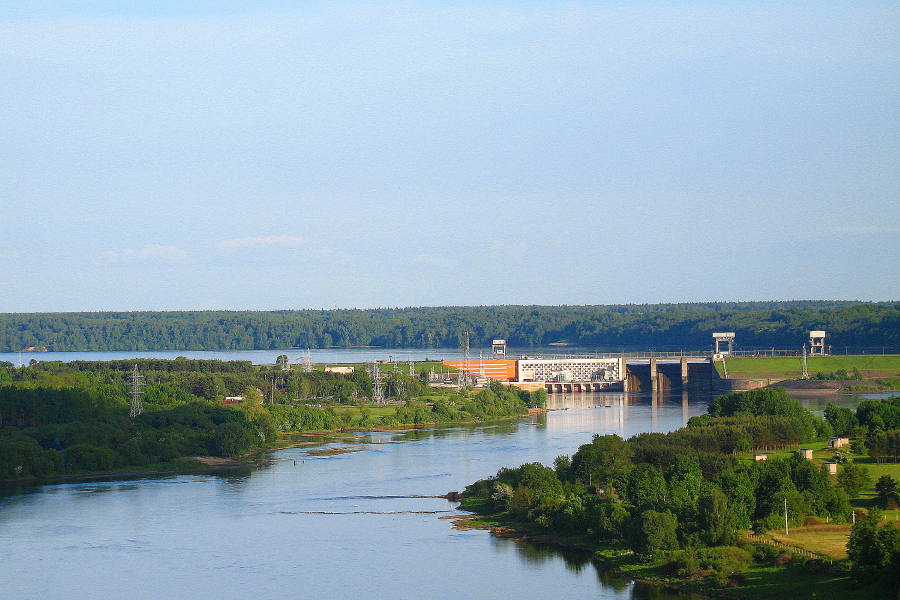
Central hidroeléctrica

El depósito también soporta las operaciones los 900MW de la Planta de Almacenamiento y Bombeo de Kruonis, que está situado cerca de la confluencia con  el río Strėva.
En previsión de la creación del embalsen 721 granjas y aldeas fueron trasladados a diferentes lugares. Toda la ciudad de Rumšiškės fue trasladado y ahora es un museo etnográfico al aire libre.
En 1992, con el fin de proteger el medio ambiente local y el patrimonio cultural se estableció el Parque regional del Embalse de Kaunas. Un club de yates opera en el parque.